# 李在明遇刺事件
2024年1月2日，时任韩国共同民主党代表（党首）李在明在参观釜山加德岛时遭遇一男子持刀袭击，李在明颈部受伤，并被紧急送院治疗。警方已经逮捕行凶者。

## 经过
2024年1月2日上午10时27分许，李在明在釜山参观加德岛新机场用地后，接受媒体记者采访时，突然遭到一名假扮支持者的不明身份男子持刀袭击，李在明颈部受伤，流血倒地，但神志清醒。嫌疑人当场被捕。李在明在现场接受急救止血处置，20多分钟后被救护车送往釜山大学医院抢救，并于当天下午1时许乘坐直升机转运到首尔大学医院，接受手术治疗。李在明的主刀医生闵承基（音）1月4日在首尔大学医院举行的记者会上表示，李在明左颈部出现了1.4cm的刺伤，颈内静脉60%受到损伤，有血块堆积，但未造成动脉、周围脑神经、食道和气管损伤；医务人员2日下午4时20分起为其进行了颈内静脉缝合及血管重建术，手术时长1小时40分钟。考虑到可能会出现出血或并发症，李在明术后被转入重症监护室。
1月3日下午，李在明被转至普通病房继续接受治疗。首尔大学医院方面表示李在明术后恢复良好，但仍需留院观察。
1月4日下午，釜山地方法院决定签发检方前一天提交的逮捕令，正式批准逮捕嫌疑人。

## 嫌疑人
行凶者金振成（音），1957年出生，韩国忠清南道人。金振成在作案时在上衣夹克內藏了一把网购的长18cm的凶器，假扮李在明的支持者索取签名，并趁后者不备时行凶。袭击者在接受警方调查时供述称自己是要“故意杀人”，警方据此以杀人未遂申请批捕袭击者。警方還表示袭击者没有前科，也没有共犯。之后的调查结果显示，金振成因个人政治信念而行凶，目的是为了阻止李在明当选总统，并阻止李在明推举特定候选人，进而阻止共同民主党获得国会多数议席；为此金振成自2023年6月起便跟随李在明行程踩点6次，为刺杀做了周密准备。
2024年1月29日，韩国釜山地方检察厅特别侦查组公布李在明遇袭案调查结果，认定该案件是嫌疑人金振成通过长时间策划并利用凶器企图杀害政客的政治恐袭，也是通过暴力妨碍选举自由的罪行，检方以杀人未遂和违反《公职选举法》罪名逮捕起诉金振成。另外，检方还以协助嫌犯杀人未遂和违反《公职选举法》的罪名起诉了一名未透露姓名的75岁男子。
2024年7月5日，釜山地方法院裁定被告金振成杀人未遂和违反《公职选举法》罪名成立，判处15年有期徒刑。2025年2月13日，大法院驳回被告的上诉，维持15年徒刑和5年缓刑的判刑。

## 反应
时任韩国总统尹锡悦在李在明遇袭当天表示“这是万万不可发生的事情”，对李在明的安危表示忧虑，要求相关部门迅速查明真相並全力救治李在明。
李在明所在的共同民主党领导层表示，此次事件是对李在明的恐怖袭击，对民主主义造成了严重威胁。
《紐約時報》評論文章認為這次行刺反映韓國政治越來越兩極分化。

## 後續
2024年1月9日，李在明方面人士宣佈李在明會在10日出院，居家继续治疗。1月17日，李在明重返党务工作岗位。他表示與世人經歷的苦難相比，自己的遇襲事件微不足道。
1月31日，李在明指总统尹錫悅带头煽动国民分裂，推行错误的理念斗争，导致社会形成两个极端，甚至发生暗杀政客恐袭事件。他不认为企图暗杀是个人所为，稱行刺者与他之间没有私人恩怨，问题的根本在于将权力滥用为杀戮工具，进而引发国民更激烈的分裂、矛盾和敌对。